# クラックマナンシャー

クラックマナンシャーの位置

クラックマナンシャー（英語: Clackmannanshire、スコットランド・ゲール語: Siorrachd Chlach Mhannainn）は、スコットランドの行政区画。
パース・キンロス、スターリング、ファイフと接する。
総面積159平方キロメートル。人口5万1750人（2022年推計）。スコットランド本土で最も人口の少ない州である。
行政議会所在地はアロア。州人口の約半分がアロアに集中している。

## 地理
オシル丘陵が北部を占める。多くはフォース川やデヴォン川の流れる平坦な低地である。

## 経済
主幹産業は、農業・醸造業、かつては石炭採掘であった。2006年、1960年代から叫ばれてきたアロア港湾地区開発が認可された。新たな鉄道網がキンカーディンとスターリングから引かれ、アロア駅とつなぐ計画で2008年に開業した。

## 教育機関
- ドラーアカデミー